# Hércules Florence
Hércules Florence (Niza, 28 de febrero de 1804-Campinas, 27 de marzo de 1879) fue un inventor, diseñador, pintor y fotógrafo franco-brasileño, nacido en Francia y afincado desde joven en Brasil.

## Trayectoria
Florence nació en Niza, Francia el 28 de febrero de 1804, se crio en Mónaco y vivió en Campinas, Brasil. Fue un diseñador y pintor autodidacta y uno de los impulsores del proceso de descubrimiento de la fotografía en el país carioca, sobre todo en la fijación de imágenes en la cámara oscura y en el proceso de impresión fotográfica.
Llegó a Río de Janeiro en 1824. Fue contratado como diseñador de la Expedición Langsdorff, una misión científica que recorrió el interior de Brasil entre 1825 y 1829 y que sirvió para recopilar datos geográficos y etnográficos del país en el siglo XIX.
Es considerado uno de los padres de la fotografía, junto a Niepce, Daguerre, William Fox Talbot e Hippolythe Bayard, por inventar en 1833 un procedimiento fotográfico al que llamó fotografía por primera vez en la historia. 
Acuciado por problemas económicos, motivado principalmente por sus muchos hijos, pensó en la aplicación de la cámara oscura a la reproducción de documentos tales como textos, diplomas, etiquetas, etc., con el fin de obtener dinero rápidamente. Su procedimiento suponía la captación de imágenes con la cámara oscura y la utilización del papel como soporte, adecuadamente sensibilizado mediante nitrato de plata. Igualmente empleó las placas de cristal con una emulsión ideada por él mismo.
Sus descubrimientos, sin embargo, no tuvieron continuación alguna por parte de otros investigadores, y fueron rescatados del olvido en 1976 gracias a la labor investigadora de Boris Kossoy.
La obra de Florence sirvió como referente para los artistas brasileños Zilda Pereira y Silvio Alves, que en la década de 1940 crearon, a petición del director del Museo Paulista del momento, Afonso de Taunay, varios cuadros sobre viajantes o temáticas del monzón a partir de sus imágenes.
Florence vivió en Campinas hasta su muerte el 27 de febrero de 1879.

## Reconocimientos
Desde el año 2000, en la ciudad brasileña de Campines se realiza la Caminata fotográfica Hércules Florence. En esa misma ciudad se instaló un busto de Florence, inaugurado en la década de los años 60 del siglo XX.